# Campeonato Asiático de Atletismo de 2013 - 400 m com barreiras masculino
A prova dos 400 metros com barreiras masculino do Campeonato Asiático de Atletismo de 2013 foi disputada entre os dias 6  e 7 de julho de 2013 no Shree Shiv Chhatrapati Sports Complex em Pune, na Índia. 

## Recordes
Antes desta competição, os recordes mundiais e do campeonato nesta prova eram os seguintes:
|                       | Nome                    | Nacionalidade  | Tempo  | Local     | Data                   |
| --------------------- | ----------------------- | -------------- | ------ | --------- | ---------------------- |
| Recorde mundial       | Kevin Young             | Estados Unidos | 46s 78 | Barcelona | 6 de agosto de 1992    |
| Recorde do campeonato | Mubarak Al-Nubi         | Catar          | 48s 67 | Colombo   | 2002                   |
| Recorde asiático      | Hadi Soua'an Al-Somaily | Arábia Saudita | 47s 53 | Sydney    | 27 de setembro de 2000 |

## Medalhistas
| Ouro                 | Prata           | Bronze               |
| Yasuhiro Fueki (JPN) | Cheng Wen (CHN) | Satinder Singh (IND) |

## Cronograma
Todos os horários são locais (UTC+5:30).
| Data       | Hora  | Evento  |
| ---------- | ----- | ------- |
| 6 de julho | 15:20 | Bateria |
| 7 de julho | 16:00 | Final   |

## Resultados

### Bateria
Qualificação: 2 atletas de cada bateria  (Q) mais os  2 melhores qualificados (q). 
| Posição | Bateria | Atleta                    | Nacionalidade          | Tempo | Notas |
| ------- | ------- | ------------------------- | ---------------------- | ----- | ----- |
| 1       | 1       | Yasuhiro Fueki            | Japão                  | 50.89 | Q     |
| 2       | 1       | Satinder Singh            | Índia                  | 51.20 | Q     |
| 3       | 2       | Yuta Imazeki              | Japão                  | 51.24 | Q     |
| 4       | 3       | Cheng Wen                 | China                  | 51.36 | Q     |
| 5       | 3       | Gamal Abdelnasir Abubaker | Catar                  | 51.68 | Q     |
| 6       | 2       | Chen Chieh                | Taipé Chinesa          | 51.74 | Q     |
| 7       | 1       | Cray Eric Shauwn          | Filipinas              | 51.83 | q     |
| 8       | 3       | Artem Dyatlov             | Uzbequistão            | 52.07 | q     |
| 9       | 2       | Jithin Paul               | Índia                  | 52.15 |       |
| 10      | 3       | Saud Abdul Karim          | Emirados Árabes Unidos | 52.26 |       |
| 11      | 1       | Dao Xuan Cuong            | Vietname               | 52.34 |       |
| 12      | 3       | Chen Yu-Te                | Taipé Chinesa          | 52.40 |       |
| 13      | 1       | Haidar Al-Jumah           | Arábia Saudita         | 52.57 |       |
| 14      | 3       | Chan Ka Chun              | Hong Kong              | 53.18 |       |
| 15      | 1       | Ali Hazer                 | Líbano                 | 53.47 |       |
| 16      | 3       | Ramchandren               | Índia                  | 53.58 |       |
| 17      | 2       | Aleksei Namuratov         | Quirguistão            | 53.80 |       |
| 18      | 2       | Narongdech Janjai         | Tailândia              | 54.07 |       |
| 19      | 2       | Viktor Leptikov           | Cazaquistão            | DNF   |       |
| 20      | 1       | Ali Khamis Khamis         | Bahrein                | DNS   |       |

### Final
A final da prova ocorreu dia 7 de julho às 16:00.
| Posição           | Atleta                    | Nacionalidade | Tempo | Notas |
| ----------------- | ------------------------- | ------------- | ----- | ----- |
| Medalha de ouro   | Yasuhiro Fueki            | Japão         | 49.86 |       |
| Medalha de prata  | Cheng Wen                 | China         | 50.07 |       |
| Medalha de bronze | Satinder Singh            | Índia         | 50.35 |       |
| 4                 | Yuta Imazeki              | Japão         | 50.36 |       |
| 5                 | Chen Chieh                | Taipé Chinesa | 50.86 |       |
| 6                 | Gamal Abdelnasir Abubaker | Catar         | 51.69 |       |
| 7                 | Artem Dyatlov             | Uzbequistão   | 52.09 |       |
| 8                 | Cray Eric Shauwn          | Filipinas     | DNF   |       |

Legenda
| Recorde mundial       | Recorde mundial (World record)               |                       | Recorde africano                      | Recorde africano (African) |                                           | Q | Classificado por posição (Qualified) |
| Recorde do campeonato | Recorde do campeonato (Championship record)  | Recorde da América    | Recorde da América (Americas)         | q                          | Classificado por melhor tempo (Qualified) |   |                                      |
| Melhor marca do ano   | Melhor marca do ano (World leading)          | Recorde asiático      | Recorde asiático (Asian)              | DNS                        | Não largou (Did not start)                |   |                                      |
| Recorde nacional      | Recorde nacional (National record)           | Recorde europeu       | Recorde europeu (European)            | DNF                        | Não terminou (Did not finish)             |   |                                      |
| Recorde pessoal       | Recorde pessoal do atleta (Personal best)    | Recorde da Oceania    | Recorde da Oceania (Oceania)          | DSQ / DQ                   | Desclassificado (Disqualified)            |   |                                      |
| Recorde da temporada  | Recorde da temporada do atleta (Season best) | Recorde sul-americano | Recorde sul-americano (South America) | NM                         | Sem marca (No mark)                       |   |                                      |